# Kolový štít
Der Kolový štít (deutsch Rotseespitze, ungarisch Vörös-tavi-csúcs, polnisch Kołowy Szczyt) ist ein 2418 m n.m. hoher Berg in der Hohen Tatra in der Slowakei. Der Gipfel befindet sich am Hauptkamm der Hohen Tatra zwischen den Bergen Čierny štít im Süden und Belasá veža im Nordosten und ist ein Knoten, mit dem Anfang des nach Westen verlaufenden Seitengrats Hrebeň Sviniek (deutsch Svinka-Grat). Die angrenzenden Täler sind Čierna Javorová dolina im Südwesten und Kolová dolina im Nordwesten (beide im Talsystem der Javorová dolina) sowie Malá Zmrzlá dolina im Talsystem der Dolina Kežmarskej Bielej vody im Osten.
Der Berg fällt durch sein leicht gekrümmtes pyramidenartiges Aussehen mit einer kuppelartigen Spitze auf. Der Bergname im Slowakischen und Polnischen wurde vom Namen des nordwestlich von Kolový štít gelegenen Bergsees Kolové pleso (wörtlich Runder See, deutsch Pflocksee) abgeleitet und hat somit nichts mit dem Aussehen des Bergs gemeinsam. Die deutschen und ungarischen Namen sind hingegen vom Namen der Bergsees Červené pleso (deutsch Roter See) im benachbarten Tal Červená dolina (deutsch Rotseetal) abgeleitet worden.
Der Berg liegt abseits touristischer Wanderwege und ist offiziell nur für Mitglieder alpiner Vereine oder mit einem Bergführer zugänglich. 